# Juberri
Juberri (Juverri) è un villaggio di Andorra, nella parrocchia di Sant Julià de Lòria con 183 abitanti (dato 2010) .
La chiesa di Santo Stefano di Juberri, che dipende dalla chiesa di Arcavell, è di stile romanico ed è stata costruita nei secoli XI e XII su pianta rettangolare e abside semicircolare.